# 滕南特峰
滕南特峰（英語：Tennant Peak），是南極洲的山峰，位於愛德華七世地，處於古爾德峰以南1.9公里，屬於洛克菲勒山脈的一部分，由美國探險隊發現，現時由南極條約體系管理。